# Orthopelma brevicorne

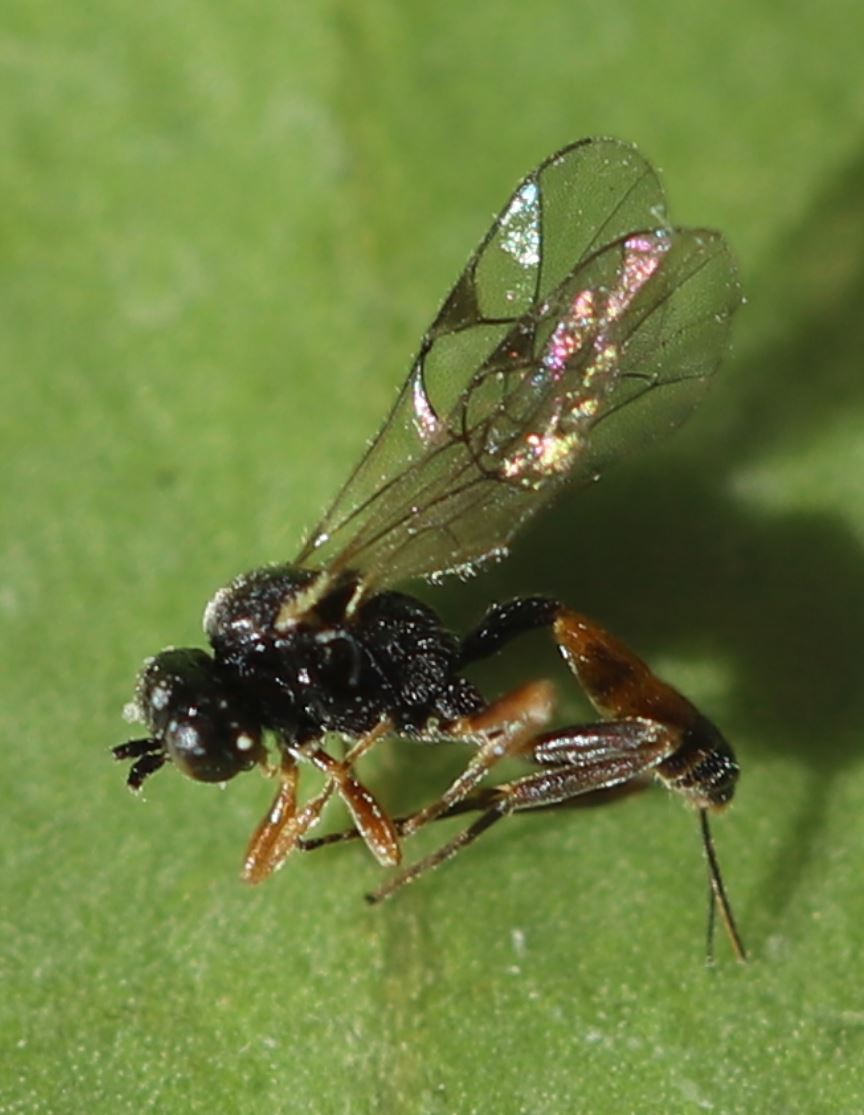
Weibchen; nur mit Fühlerbasis

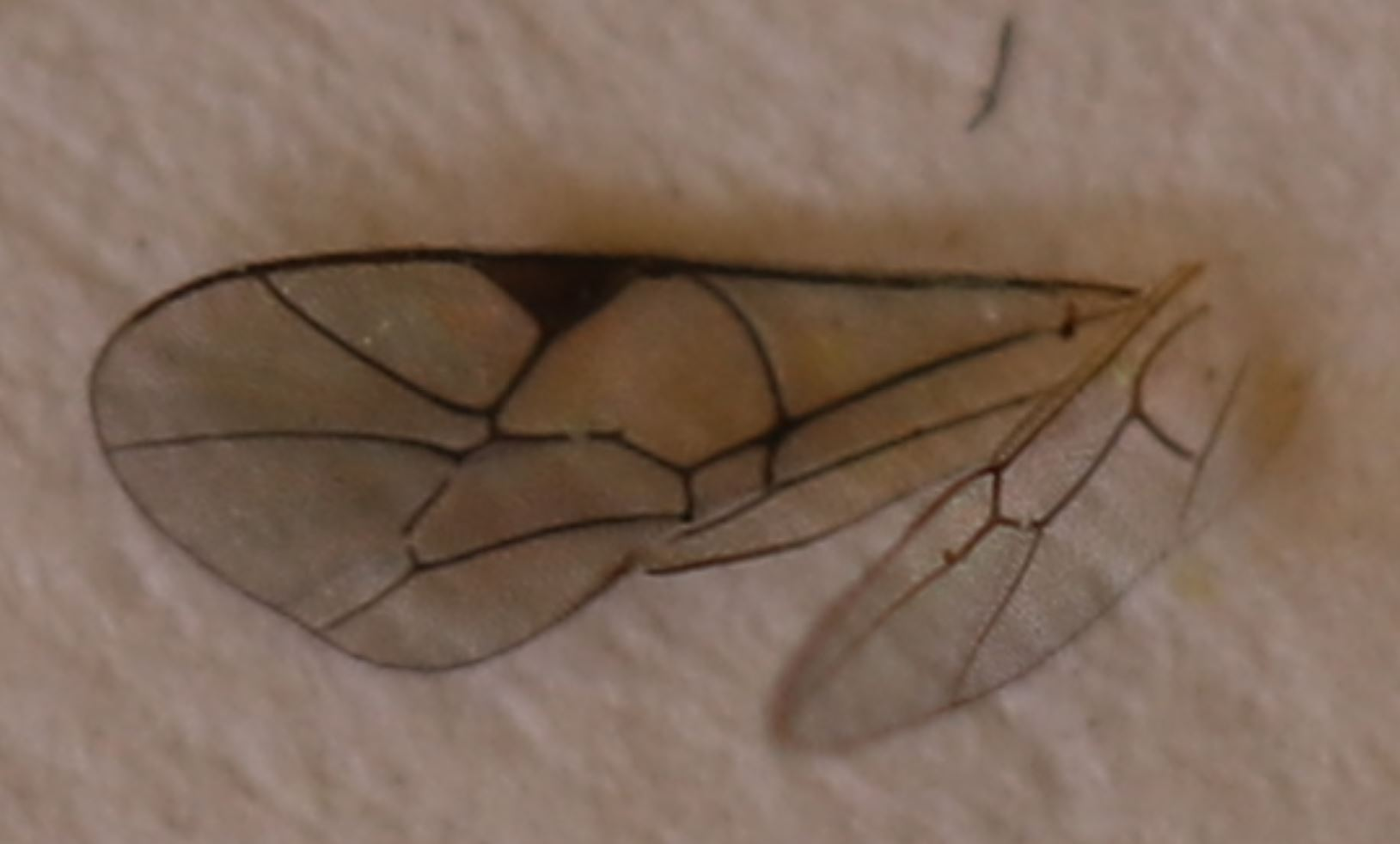
Flügel

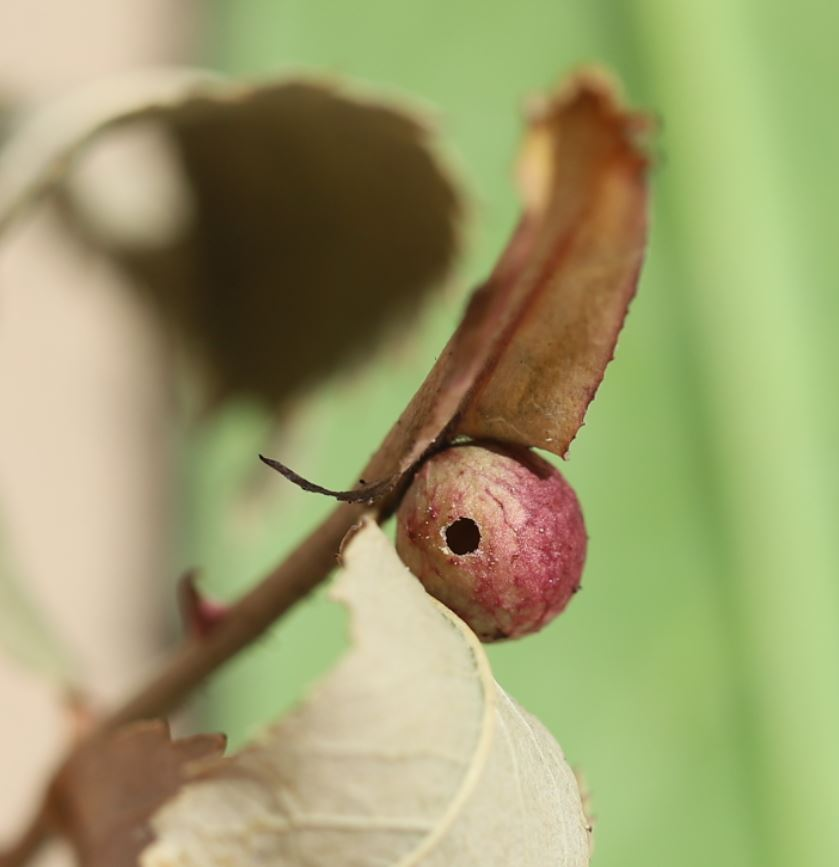
Austrittsloch aus der Galle von Diplolepis eglanteriae

Orthopelma brevicorne ist eine Schlupfwespe aus der Unterfamilie der Orthopelmatinae. Die Art wurde von Claude Morley im Jahr 1907 erstbeschrieben. Der Namenszusatz leitet sich von den lateinischen Begriffen brevis für „kurz“ und cornus für „Horn“ ab.

## Merkmale
Die Schlupfwespen sind 4 mm lang, die Flügelspannweite beträgt 6 mm. Die Schlupfwespen sind überwiegend schwarz gefärbt. Der Petiolus ist schwarz. Das zweite und das dritte Tergit sind rotbraun gefärbt. Die vorderen und mittleren Beine sind rotgelb. Die hinteren Beine sind verdunkelt. Lediglich die Basis der hinteren Femora ist hell. Die Fühler der Weibchen besitzen 13–15 Geißelglieder, die der Männchen 18. Der Clypeus ist deutlich vom Gesicht abgesetzt. Die Flügel weisen eine charakteristische Flügeladerung auf. Die Vorderflügel besitzen ein dreiecksförmiges Pterostigma. Das Areolet ist offen. Die Weibchen besitzen einen mittellangen Ovipositor. In Europa kommt aus der Gattung Orthopelma neben Orthopelma brevicorne noch Orthopelma mediator vor. Deren Fühler sind länger und besitzen mehr Geißelglieder.

## Verbreitung
Orthopelma brevicorne ist in Europa verbreitet. Im Norden reicht das Vorkommen bis nach Fennoskandinavien und Großbritannien. Sie gilt als weniger häufig als Orthopelma mediator.

## Lebensweise
Orthopelma brevicorne ist ein koinobionter Endoparasitoid der Gallwespen Diplolepis eglanteriae, Diplolepis nervosa und Diplolepis spinosissimae. Deren Larven erzeugen Pflanzengallen an den Blättern verschiedener wild wachsender Rosen wie der Hundsrose (Rosa canina). Das Schlupfwespen-Weibchen platziert ein Ei in die Galle. Die Schlupfwespenlarve parasitiert die Wirtslarve, überwintert in der Galle und verpuppt sich auch dort. Im Frühjahr, Ende April / Anfang Mai, frisst die geschlüpfte Imago ein Loch durch die Gallenwand und verlässt die Galle.